# Chahdortt Djavann
Chahdortt Djavann, född 1967, är en fransk-iransk antropolog och författare, sedan 1993 bosatt i Frankrike. Djavann skriver på franska, och har gett ut ett flertal romaner och essäer. Hennes andra bok, Ner med slöjan!, finns översatt till svenska (Sekwa, 2007).